# Gaëlle Arquez
Gaëlle Arquez, née en 1983 à Saintes, en Charente-Maritime, est une mezzo-soprano française.

## Biographie
Gaëlle Arquez nait en 1983 à Saintes, d’un père ayant des origines espagnoles et d'une mère malgache,. Après avoir passé sa petite enfance en Côte-d'Ivoire, elle revient à Saintes où elle suit à l'âge de 10 ans des cours de piano au conservatoire de la ville,. C'est là qu'à quinze ans, elle est repérée par Martine Postel, la professeure de chant, pour sa prestation lors d'une comédie musicale créée pour un spectacle de fin d'année. Elle suit alors des cours de chant tout en obtenant une licence de musicologie à Poitiers.
En 2005, elle intègre la classe de Peggy Bouveret au Conservatoire national supérieur de musique et de danse de Paris, où elle étudie notamment dans les classes de Malcolm Walker, Kenneth Weiss, Jeff Cohen et Susan McCulloch. À l'issue de sa formation, elle interprète le rôle-titre de La Petite Renarde rusée de Janáček et obtient un prix de chant en 2009,,. 
Depuis elle s'est recentrée sur des rôles de mezzo-soprano, dans lesquels sa tessiture est mieux mise en valeur.
Gaëlle Arquez a été soutenue par le Wigmore Hall Independent Opera Voice Fellowship (2009-2011).
En 2021, elle est jurée de l'émission Prodiges diffusée sur France 2.

## Prix
- Grand prix de l'Académie de Saintonge (2011)
- Premier prix du Wigmore Hall/Independant Opera Fellowship 2009/2011[7] ;
- Concours Yamaha Music Foundation of Europe (2007)[7] ;
- Bourses musicales des Zonta Clubs de France (2006)[7],[8].

## Rôles
Après un petit rôle dans Médée de Cherubini, elle interprète notamment :
- Zerlina dans Don Giovanni de Mozart (à l'Opéra de Paris en 2012) ;
- Dorabella dans Cosi fan tutte de Mozart (à Nancy, 2013) ;
- La Belle Hélène d'Offenbach (Toulouse, 2013 ; Théâtre de Châtelet, 2015) ;
- Rosina dans Le Barbier de Séville (Saint-Étienne, 2013) ;
- Meg Page dans Falstaff de Verdi (Paris, 2013 ; Opéra d’État de Bavière, 2015) ;
- Idamante dans Idoménée de Mozart au Théâtre de la Vienne, 2013 ;
- Stéphano dans Roméo et Juliette de Gounod à Santiago, 2013 ;
- Médée dans Teseo de Haendel (Opéra de Francfort) ;
- Charlie dans Les Pigeons d'argile, une création contemporaine de Philippe Hurel (Théâtre du Capitole de Toulouse, 2014) ;
- la Fortune et Drusilla dans Le Couronnement de Poppée de Monteverdi à l’Opéra Garnier, 2014 ;
- La Cenerentola de Rossini (Festival international d'opéra Baroque et Romantique de Beaune, 2014) ;
- Phoebe dans Castor et Pollux de Rameau (Dijon, Lille et Toulouse, 2014 ; Opéra comique de Berlin, 2016) ;
- Iphise dans Dardanus (Bordeaux et Versailles, 2015) ;
- Hänsel dans Hänsel et Gretel de Humperdinck (La Monnaie, 2015) ;
- Zenobia dans Radamisto de Haendel (Francfort, 2016) ;
- Armide de Lully (Opéra d’État de Vienne, 2016) ;
- Carmen de Bizet (Francfort, 2016 ; Festival de Brégence, Théâtre Real de Madrid, 2017 ; Royal Opera House, 2018) ; Paris, Opera Comique, 2023
- Serse de Haendel (Francfort, 2016) ;
- Pelleas et Melisandre de Debussy (Francfort, 2016) ;
- Isolier dans Le Comte Ory de Rossini (Opéra Comique et Opéra Royal de Versailles, 2017) ;
- Adalgisa dans Norma de Bellini (Opéra de Francfort, 2018) ;
- Juditha triumphans de Vivaldi (Amsterdam, 2019) ;
- Iphigénie en Tauride (rôle-titre) de Gluck (Théâtre des Champs-Élysées, 2019) ;
- La Belle Hélène de Jacques Offenbach (rôle-titre) au TCE en juillet 2021 ;
- La Cenerentola de Rossini (rôle-titre) au Palais Garnier de Paris en septembre et octobre 2022[1].

## Discographie
- 2017 : Gaëlle Arquez Ardente flamme, une compilation de rôles de « personnages au tempérament fort »[2], chez Deutsche Grammophon.